# 种拂
种拂（2世紀—192年），字颖伯，河南郡洛阳县（今河南省洛阳市）人，东汉时期人物。父。其子种邵。

## 生平
种拂开始任司隶从事，改任宛令，治政有方，以身作则，官至光禄大夫。初平元年（190年），代荀爽为司空，二月，汉献帝迁都长安。初平二年（191年），因为地震免官，淳于嘉继任，种拂任太常。初平三年（192年），董卓部下李傕、郭汜率兵入长安，杀司徒王允，百官都避散。种拂挥剑而出说：“为国大臣，不能止戈除暴，致使凶贼兵刃向宫，去欲何之！”，种拂力战不敌，被李傕所杀。

## 同难者
董卓部将李傕、郭汜入长安城，屯南宫掖门，杀太仆鲁馗、大鸿胪周奂、城门校尉崔烈、越骑校尉王颀。